# Ґазі

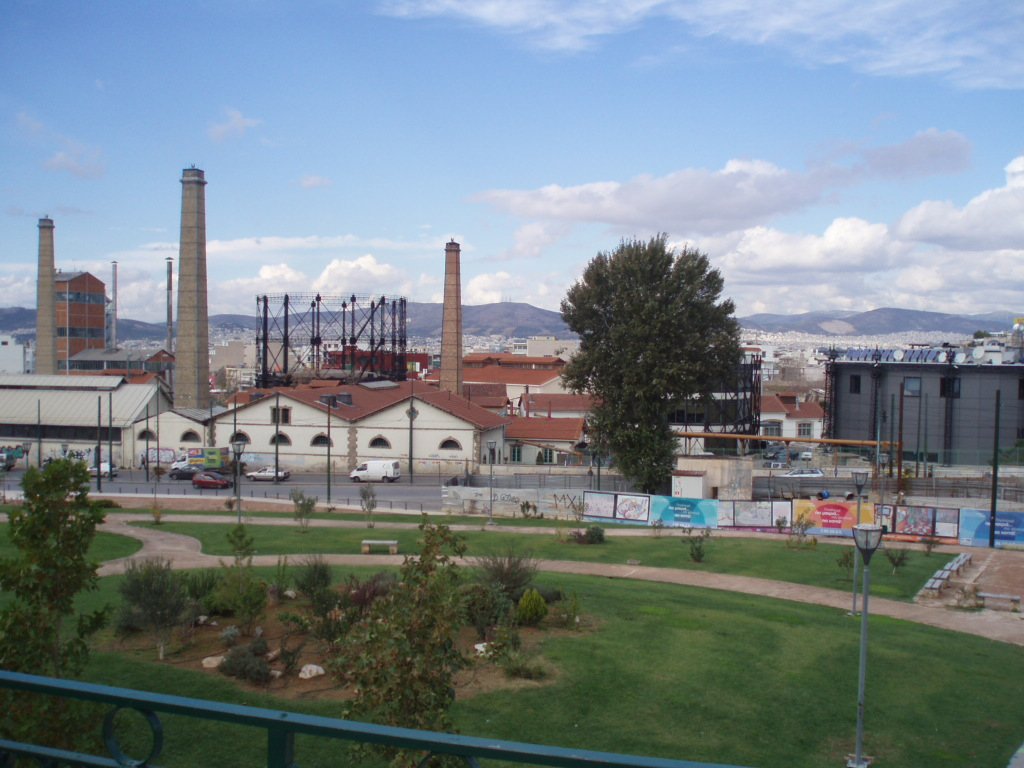
Афінський технополіс, Газі

Ґа́зі (грец. Γκάζι) — район Афін, розташований у межах давнього міста. На півночі і сході межує з районом Керамікос по вулицях Священній (Ιεράς) та Пірейській (Πειραιώς), на півдні — з районом Руф, на сході по залізниці з Вотанікос.
Сучасний Ґазі заснований та розбудований 1857 року. Тут розташовано, так званий, Атенський технополіс — газопереробний комплекс (від якого район і отримав свою назву), що займає площу в 30 000 м². Близько 1910 року у Ґазі, найбільшому індустріальному районі Афін, нараховувалась найбільша кількість будинків розпусти. Афіняни навіть почали називати борделі ґазохорі, їхніх відвідувачів — ґазохоритис, а повій — ґазохоритиса.
Навколо газопереробного заводу у 1920-ті роки поступово виросли будинки. Район залишався неблагополучним, із високим рівнем злочинності. 1967 року в зв'язку із скрутним економічним становищем Північної Греції у Ґазі переселялись цілими родинами мусульмани у пошуках роботи. Відносини із місцевими етнічними греками залишались досить формальними і жодного разу не переростали у заворушення чи зіткнення.

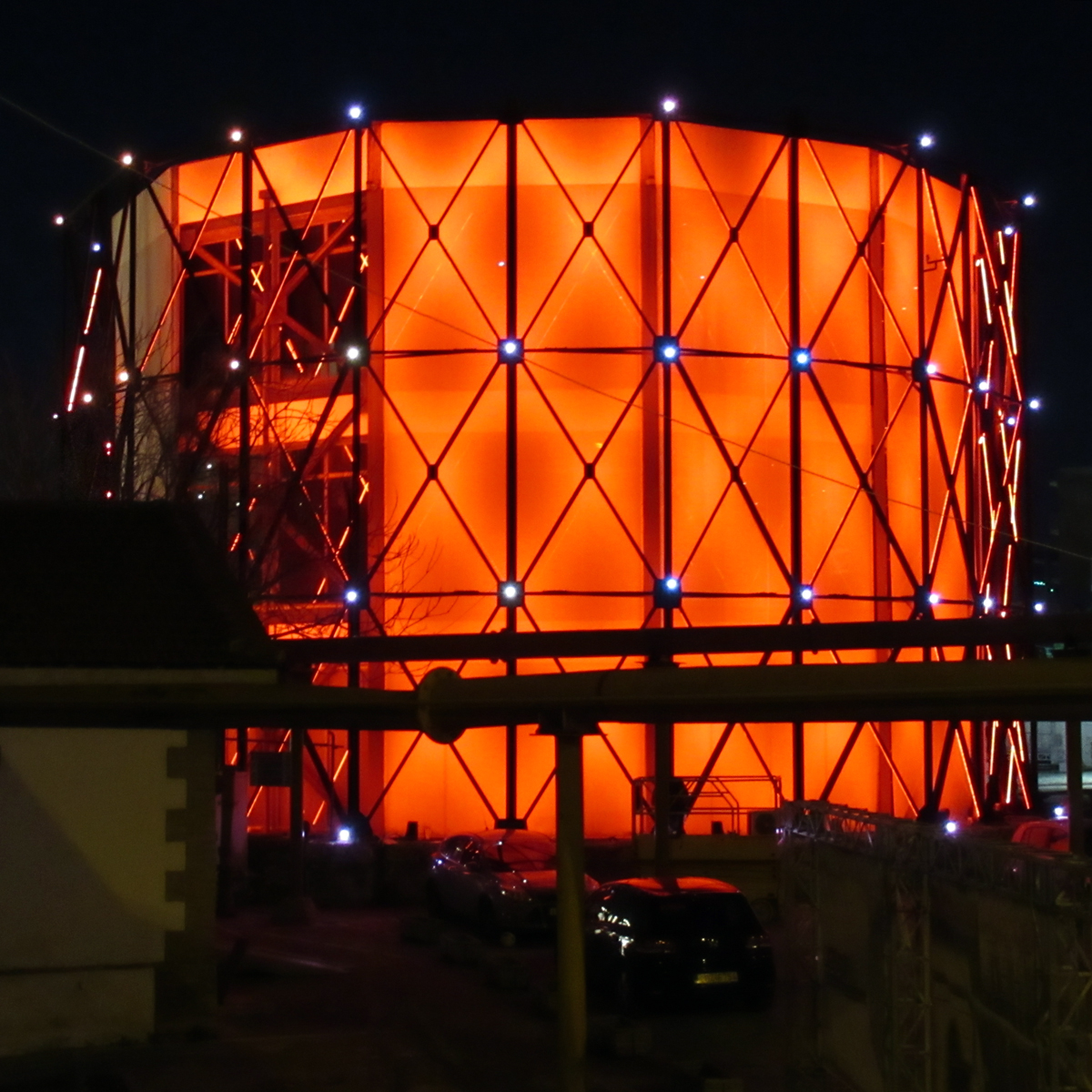
InnovAthens – колишній газгольдер у Технополісі

В останні десять років район швидко розростається та забудовується. Тут діє Промисловий музей сучасної архітектури. Станція Афінського метрополітену «Керамікос» виходить просто до брами заводи.